# 1904 aux Pays-Bas
Chronologie des Pays-Bas
- 1900
- 1901
- 1902
- 1903
- 1904
- 1905
- 1906
- 1907
- 1908

Cet article présente les faits marquants de l'année 1904 aux Pays-Bas.

## Décès
- 10 février : Gottfried Mann, pianiste, chef d'orchestre et compositeur néerlandais (° 15 juillet 1858).
- 22 novembre : Théophile de Bock, peintre néerlandais (° 14 janvier 1851).